# Station Teignmouth
Teignmouth is een spoorwegstation van National Rail in Teignmouth, Teignbridge in Engeland. Het station is eigendom van Network Rail en wordt beheerd door Great Western Railway. 

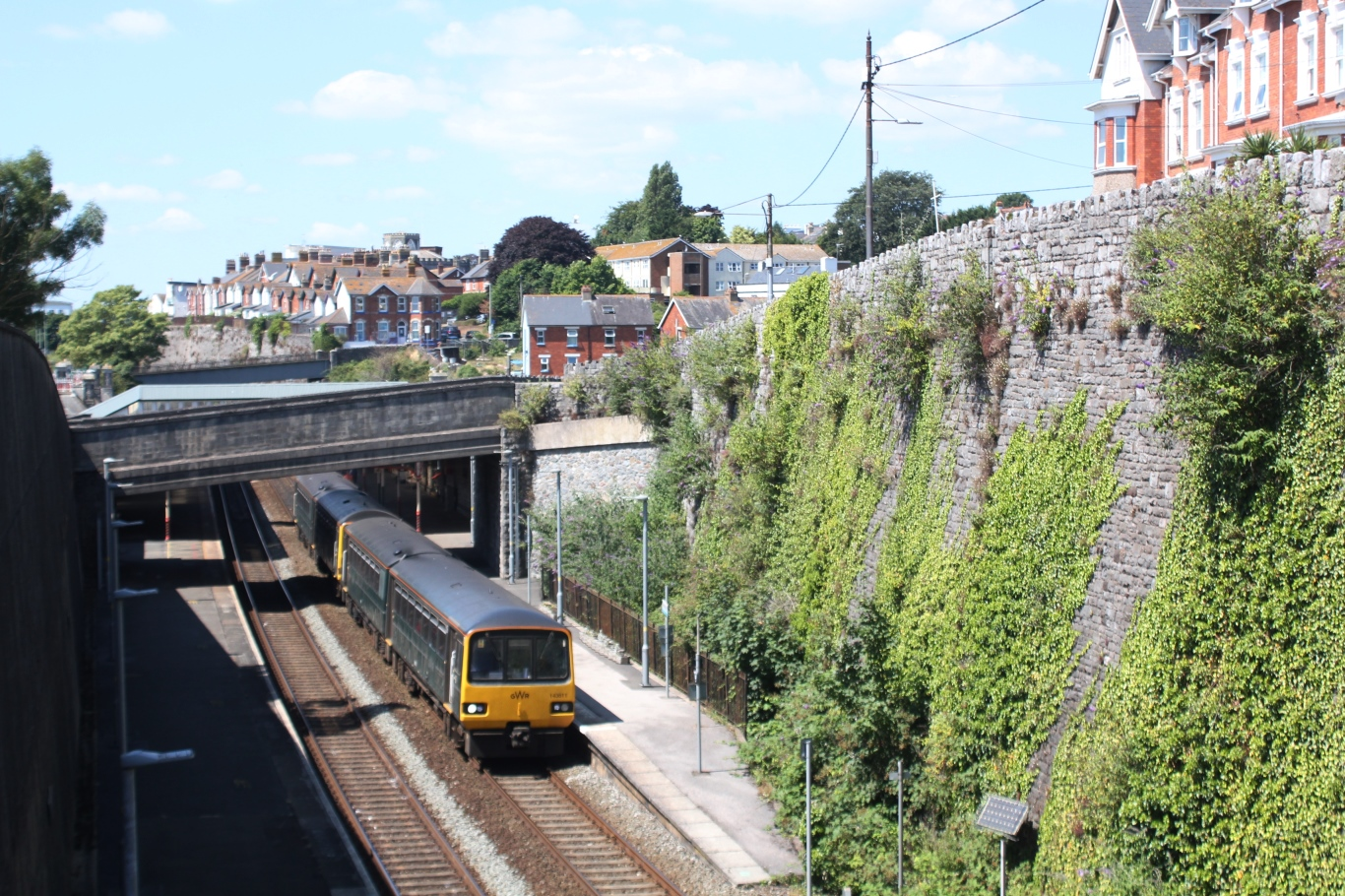
Trein naar Exmouth bij vertrek uit Teignmouth, 2013